# Andreas Unterreiner
Andreas Unterreiner (* 30. März 1985 in Kaufbeuren) ist ein deutscher Jazzmusiker (Trompete, Komposition, Arrangement).

## Biografie
Unterreiner erhielt zunächst klassischen Klavierunterricht und begann elfjährig mit dem Trompetenspiel, um in der heimischen Blaskapelle mitzuwirken. Er absolvierte Meisterkurse bei Wolfgang Guggenberger, Klaus Schuhwerk und Frank Bloedhorn. Nach der Ableistung des Wehrdienstes beim Gebirgsmusikkorps in Garmisch-Partenkirchen studierte er von 2006 bis 2010 Jazztrompete an der Hochschule für Musik und Theater München bei Claus Reichstaller sowie 2010/11 an der Musikhochschule Basel bei Matthieu Michel und Adrian Mears. Anschließend absolvierte er bis 2013 in München ein Masterstudium Komposition bei Gregor Hübner und Christian Elsässer. Zwischen 2008 und 2010 gehörte er zum Bundesjazzorchester.
Unterreiner spielt seit 2013 im Duo mit Pianist Josef Reßle und betreibt das bläserdominierte Quartett Buffzack. Weiterhin gehört er zu den Bigbands von Christian Elsässer, von Matthias Bublath und zum Munich Composers Collective. Auch spielte er gemeinsam mit Musikern wie Benny Golson, Abraham Laboriel, Jon Faddis, Dennis Mackrel, Wolfgang Lackerschmid, Michael Riessler, Till Brönner, Dreiviertelblut und den Bananafishbones. Er ist auch auf Alben von Monika Roscher, Carlos Reisch, Anna Mond und Tombajazz zu hören.
Unterreiner schrieb genreübergreifend Musik für groß- und kleinformatige Besetzungen. 2016 arrangierte und komponierte er die Musik für das Album Keine Angst vor Legenden von Rapperin Fiva mit der Jazzrausch Bigband, für die er 2020 auch das Programm „(in)finite playground“ verfasste. Weiterhin schrieb er für German Brass, das Bundesjazzorchester, die European Youth Brass Band, den Schlagwerker Simone Rubino, die Geigerin Veronika Eberle oder den Comedian Chris Boettcher („Nicht ohne meine Bigband“).
Seit 2023 unterrichtet Unterreiner Jazz-Trompete an der Hochschule für Musik und Theater München.

## Preise und Auszeichnungen
Unterreiner, mehrfacher Preisträger bei Jugend musiziert, gewann beim Wettbewerb um den Kulturkreis Gasteig Musikpreis 2010 den Sonderpreis in der Kategorie Jazz und erhielt 2013 den 3. Preis beim Kurt Maas Jazz Award. Mit dem Paris-Stipendium des Bayerischen Kultusministeriums verbrachte er 2016 sechs Monate an der Cité Internationale des Arts.